# Качинскас, Иеронимас
Иеронимас Качинскас (лит. Jeronimas Kačinskas; 17 апреля 1907, Видукле, ныне Каунасский уезд Литвы — 15 сентября 2005, Бостон) — литовско-американский композитор и органист. Лауреат Национальной премии Литвы по культуре и искусству (1991).

## Биография
Сын церковного органиста. В 1915—1918 годах жил с семьёй в эвакуации в Бронницах под Москвой, затем в Литве в Куршенае, Папиле и Векшняе. С 1923 года учился в музыкальном училище Стасиса Шимкуса в Клайпеде, первоначально как пианист и альтист, затем в музыкальной школе Юозаса Науялиса в Каунасе, где среди его педагогов были Юозас Жилявичюс и Йонас Бендорюс. Затем начал пробовать себя в композиции и по рекомендации ряда педагогов перевёлся в Пражскую консерваторию, которую окончил в 1930 году по классу композиции Ярослава Кржички. Занимался также под руководством Алоиса Габы, под влиянием которого обратился к четвертитоновой системе и микротональности.
В 1931 году Качинскас вернулся в Литву и начал разнообразную работу по пропаганде новых музыкальных тенденций. В том же году он основал журнал «Muzikos barai», затем предпринял попытки возрождения в Клайпеде городского оркестра и создания городской оперы, однако все успехи этой деятельности носили кратковременный характер. В то же время Качинскас не прекращал сочинять: к 1932 году относится важнейшее сочинение его раннего периода — Нонет, написанный для Чешского нонета и исполненный этим коллективом во время литовских гастролей. В 1937 году по инициативе Качинскаса была создана литовская секция Международного общества современной музыки, а на следующий год нонет Качинскаса был исполнен Чешским нонетом на Шестнадцатом фестивале Общества в Лондоне.
В самом конце 1930-х гг. Качинскас занял пост дирижёра в симфоническом оркестре Каунасского (затем Вильнюсского) радио и руководил им до 1944 года, в 1942—1944 годах также дирижировал в Вильнюсской опере. Некоторое время после перехода Вильнюса в руки советской администрации он ещё оставался на своём посту, но, по собственным воспоминаниям композитора, был предупреждён о предстоящей депортации и вместе с женой бежал на Запад, утратив по дороге весь свой музыкальный архив. После года скитаний по Европе Качинскас добрался до Аугсбурга, где на протяжении нескольких лет руководил хором местной литовской диаспоры, а затем в 1949 г. выехал в США.
В американский период в творчестве Качинскаса преобладала духовная музыка, в которой он соединял средневековую традицию грегорианского хорала с модернистскими тенденциями, усвоенными в Праге. Обосновавшись в Бостоне, Качинскас вплоть до 1995 года был органистом в церкви Святого Петра. Определённая известность пришла к нему после того, как в 1958 году литовская диаспора субсидировала концерт Бостонского симфонического оркестра с программой из сочинений литовских композиторов. В 1960—1967 годах Качинскаса возглавлял Мелроузский симфонический оркестр в городе Мелроуз под Бостоном — один из старейших любительских музыкальных коллективов США. В 1967—1986 годах Качинскас преподавал композицию и дирижирование в Музыкальном колледже Беркли.
В 1991 и 1992 годах Качинскас совершил поездки во вновь получившую независимость Литву. К этому событию были приурочены концерты из произведений композитора, ему была присуждена Государственная премия Литвы за 1991 год. Композиторская активность Качинскаса продолжалась вплоть до начала XXI века.
Именем Качинскаса названа музыкальная школа в Клайпеде.